# Berberidopsis
Genre
Berberidopsis est un genre de plantes à fleurs de la famille des Berberidopsidaceae,.

## Liste des espèces
Selon GBIF (11 juin 2025) :
- Berberidopsis beckleri (F.Muell.) Veldkamp
- Berberidopsis corallina Hook.f.

## Systématique
Le nom correct complet (avec auteur) de ce taxon est Berberidopsis Hook.f..